# Sabine Fernandez
Sabine Fernandez (* 19. August 1978 in Hannover) ist eine deutsche Schauspielerin.
Nach dem Abitur in Kiel wurde sie an der Hamburger Stage School of Music, Dance and Drama in Gesang, Tanz und Schauspiel ausgebildet und spielte an verschiedenen Bühnen Theater. Im Jahr 2003 begann ihre Arbeit als Film- und Fernsehschauspielerin.
Von 2004 bis 2008 studierte Sabine Fernandez Germanistik, Romanische Philologie und Pädagogik an der Universität zu Köln und schloss ihr Studium dort mit dem Magistergrad ab.
Von 2006 bis 2013 war Sabine Fernandez in der Seifenoper Alles was zählt bei RTL zu sehen. Dort spielt sie die Nebenrolle Constanze Hipp. Im Kurzfilm Waldemar verkörperte sie die Rolle der Mutter, in der Serie Alarm für Cobra 11 – Die Autobahnpolizei spielte sie in der Folge Das Ende der Welt die Rolle einer Ärztin.
Außerdem betätigt sie sich als Moderatorin bei Veranstaltungen und war als Synchronsprecherin im Bereich Hörspiel und Film tätig.

## Filmografie
- 2003: Berühmt wie der Mond
- 2004: Alarm für Cobra 11 – Die Autobahnpolizei – Wer Wind sät
- 2006–2011, 2013, 2014: Alles was zählt als Constanze & Corinna Hipp
- 2007: Waldemar
- 2009: Alarm für Cobra 11 – Die Autobahnpolizei – Das Ende der Welt
- 2010: Parallelparty
- 2014: Heldt – Kopfgeld